# Dale Spalding
Dale Spalding, född 16 april 1949 i Downey, Kalifornien, är en amerikansk sångare och bluesmusiker, som framför allt spelar munspel och gitarr men ibland även bas. Spalding, som tidigare spelat med en rad olika band och musiker - däribland Dave Alvin, Otis Rush, James Cotton och Marcia Ball - rekryterades hösten 2008 till Canned Heat, vars frontman han har varit sedan dess.

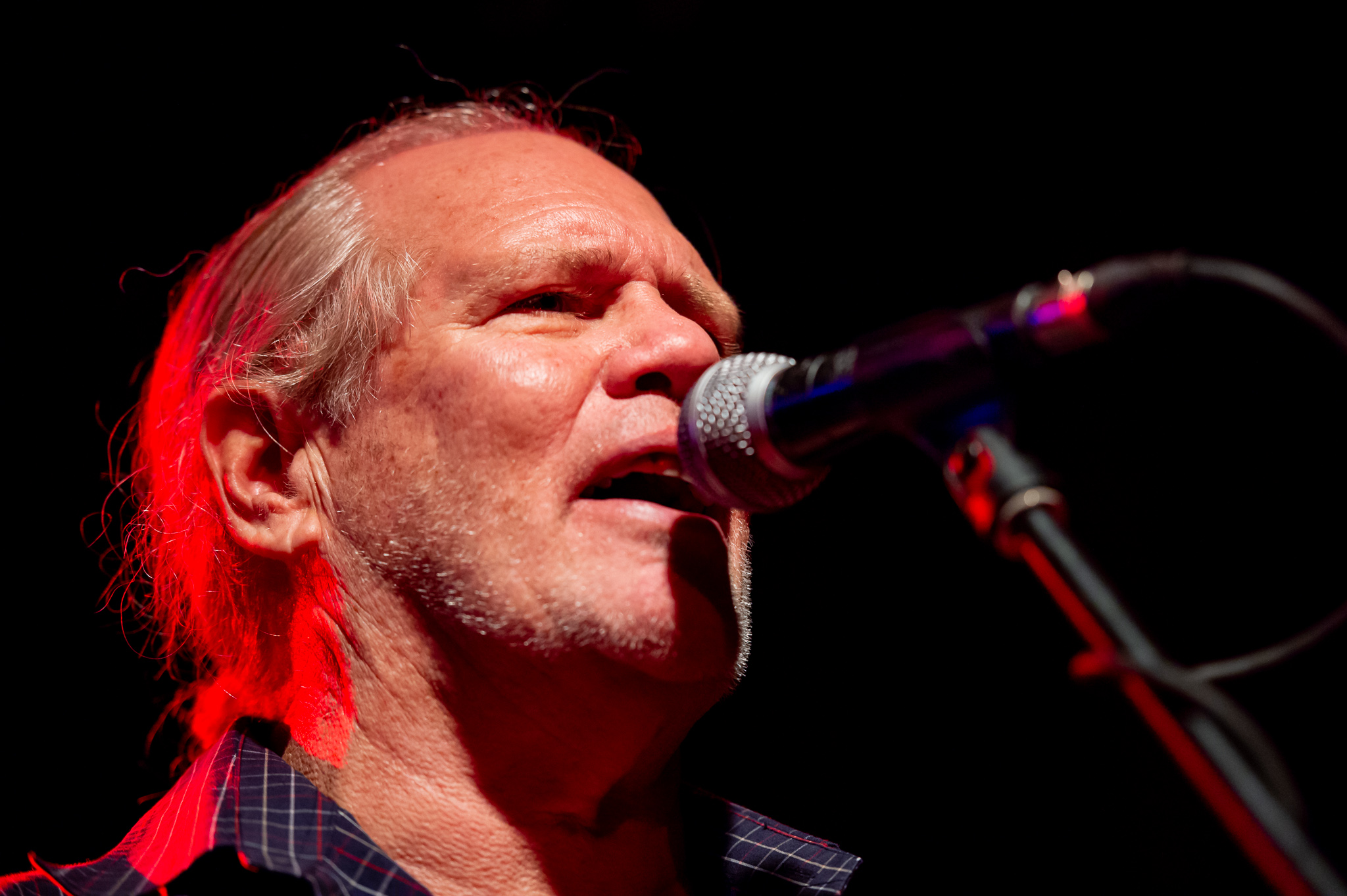
Dale Spalding (2018)